# Eudorylas harrisi
Eudorylas harrisi är en tvåvingeart som beskrevs av Tonnoir 1925. Eudorylas harrisi ingår i släktet Eudorylas och familjen ögonflugor. Inga underarter finns listade i Catalogue of Life.